# 陶天忠
陶天忠（1518年—？），字舜佐，浙江寧波府鄞縣人，軍籍，明朝政治人物。

## 生平
嘉靖二十八年（1549年）己酉科浙江鄉試第四十二名舉人。嘉靖二十九年（1550年）中式庚戌科會試第一百八十六名，三甲第一百五十六名進士。授麻城县知县。

## 家族
曾祖陶雍；祖父陶敏；父陶鑰，母李氏。具庆下。